# Uffe Haagerup

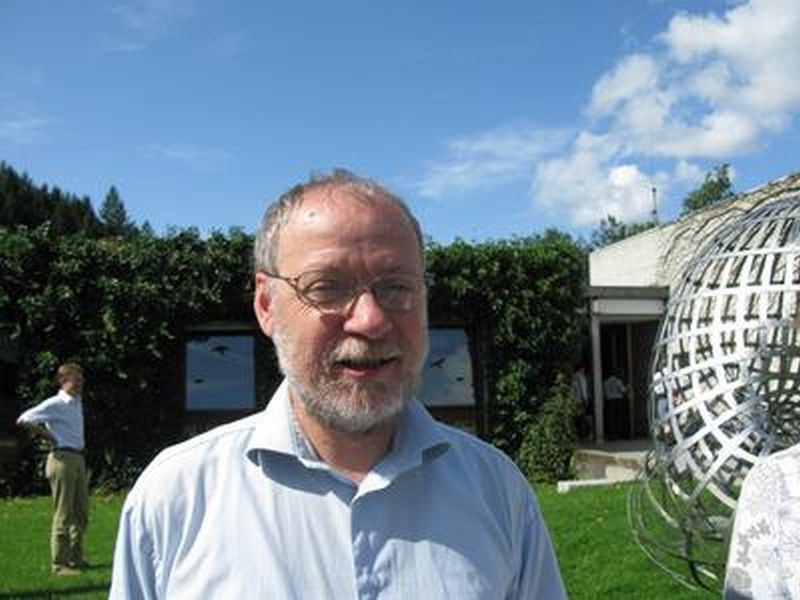
Uffe Haagerup (2008)

Uffe Valentin Haagerup (* 19. Dezember 1949 in Kolding; † 5. Juli 2015 in Faaborg) war ein dänischer Mathematiker.

## Leben
Haagerup promovierte 1974 an der Universität Kopenhagen (Cand. Scient.). Er war Professor an der Syddansk Universitet in Odense, wo er ab 1974 Adjunkt (Assistenzprofessor) war, ab 1979 Lektor war und ab 1981 eine volle Professur hatte. Seit 2010 war er Professor an der Universität Kopenhagen.
Er war unter anderem Gastprofessor an der University of California, Los Angeles (1982/83), am Mittag-Leffler-Institut (1988/89), am Mathematical Sciences Research Institute (MSRI) in Berkeley (2001), am Fields Institute in Toronto (2007) und an der Westfälischen Wilhelms-Universität in Münster.
Haagerup beschäftigte sich mit Operatoralgebren (Von-Neumann-Algebren, C*-Algebren). Er beschäftigte sich außerdem mit der Synthese der Theorie der Operatoralgebren und der Theorie der Zufallsmatrizen. Er wandte auch die Free-Probability-Theorie von Dan Voiculescu an, um mit Hanne Schultz 2006 eine Variante des Problems invarianter Unterräume für Operatoren in separablen Hilberträumen zu beweisen. Das Problem fragt danach, ob jeder solche Operator einen nichttrivialen geschlossenen invarianten Unterraum hat. Das allgemeine Problem ist nach wie vor offen. Haagerup und Schultz bewiesen aber die Existenz solcher Unterräume für fast alle Operatoren aus speziellen Von-Neumann-Algebren ({\displaystyle II_{1}}-Faktoren). Haagerup beschäftigte sich auch intensiv mit dem Brown-Maß.
Er hielt auf dem Internationalen Mathematikerkongress (ICM) 2002 in Peking einen Plenarvortrag (Random Matrices, Free Probability and the Invariant Subspace Problem Relative to a von Neumann Algebra) und war Invited Speaker auf dem ICM 1986 in Berkeley (The classification of hyperfine von Neumann algebras). 2000 bis 2006 war er Herausgeber der Acta Mathematica. Er war Mitglied der Königlich Dänischen und der Norwegischen Akademie der Wissenschaften. 1989 erhielt er den Ole-Rømer-Preis und 2008 den Humboldt-Forschungspreis. 2012 wurde er mit dem Europäischen Latsis-Preis ausgezeichnet.
Am 5. Juli 2015 ertrank Uffe Haagerup bei einem Unfall in der Nähe seines Sommerhauses in Faaborg auf Fünen.

## Schriften (Auswahl)
- An example of a nonnuclear C∗-algebra, which has the metric approximation property. Invent. Math. 50 (1978/79), no. 3, 279–293.
- mit Hans Munkholm: Simplices of maximal volume in hyperbolic n-space. Acta Math. 147 (1981), no. 1–2, 1–11.
- Solution of the similarity problem for cyclic representations of C∗-algebras. Ann. of Math. (2) 118 (1983), no. 2, 215–240.
- All nuclear C∗-algebras are amenable. Invent. Math. 74 (1983), no. 2, 305–319.
- Connes' bicentralizer problem and uniqueness of the injective factor of type III1. Acta Math. 158 (1987), no. 1–2, 95–148.
- mit Michael Cowling: Completely bounded multipliers of the Fourier algebra of a simple Lie group of real rank one. Invent. Math. 96 (1989), no. 3, 507–549.
- Random matrices, free probability and the invariant subspace problem relative to a von Neumann algebra. Proceedings of the International Congress of Mathematicians, Vol. I (Beijing, 2002), 273–290, Higher Ed. Press, Beijing, 2002.
- mit Steen Thorbjørnsen: A new application of random matrices: Ext(C∗red(F2)) is not a group. Ann. of Math. (2) 162 (2005), no. 2, 711–775.
- mit Hanne Schultz: Invariant subspaces for operators in a general II1-factor. Publ. Math. Inst. Hautes Études Sci. No. 109 (2009), 19–111.

## Belege
1. ↑  Uffe Haagerup im Mathematics Genealogy Project (englisch)  abgerufen am 22. April 2024.
2. ↑  Professor Uffe Haagerup has passed away. Bei: math.ku.dk. 8. Juli 2015, abgerufen am 10. Juli 2015.

| Personendaten    | Personendaten                                |
| ---------------- | -------------------------------------------- |
| NAME             | Haagerup, Uffe                               |
| ALTERNATIVNAMEN  | Haagerup, Uffe Valentin (vollständiger Name) |
| KURZBESCHREIBUNG | dänischer Mathematiker                       |
| GEBURTSDATUM     | 19. Dezember 1949                            |
| GEBURTSORT       | Kolding                                      |
| STERBEDATUM      | 5. Juli 2015                                 |
| STERBEORT        | Faaborg                                      |